# Cantone di Saint-Laurent-Médoc
Il Cantone di Saint-Laurent-Médoc era una divisione amministrativa dell'arrondissement di Lesparre-Médoc.
A seguito della riforma approvata con decreto del 20 febbraio 2014, che ha avuto attuazione dopo le elezioni dipartimentali del 2015, è stato soppresso.

## Composizione
Comprendeva i comuni di:
- Carcans
- Hourtin
- Saint-Laurent-Médoc